# Grafana

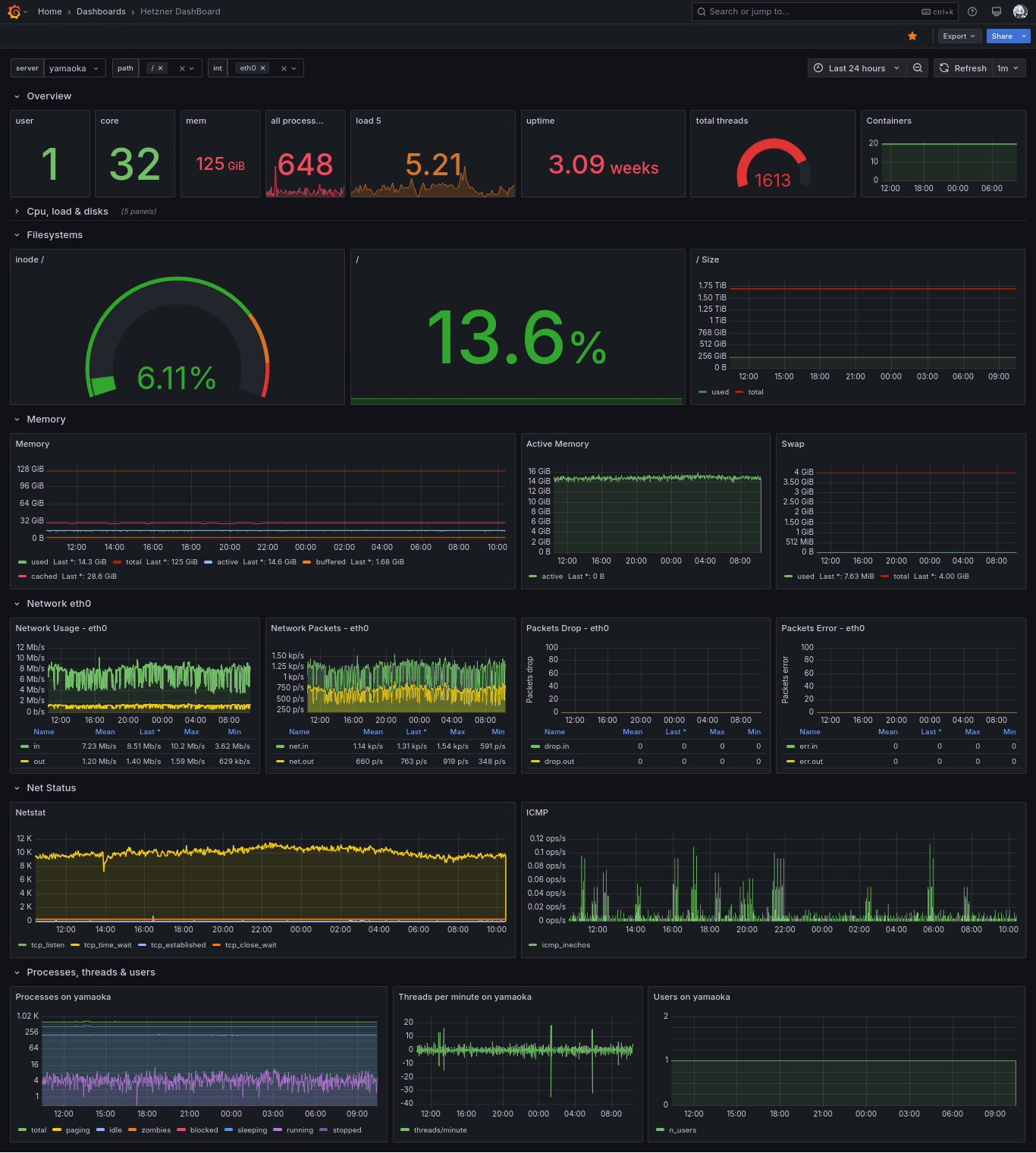

Grafana是一个跨平台、开源的数据可视化网络应用程序平台。用户配置连接的数据源之后，Grafana可以在网络浏览器里显示数据图表和警告。该软件的企业版本提供更多的扩展功能。扩展功能通过插件的形式提供，终端用户可以自定义自己的数据面板界面以及数据请求方式。Grafana被广泛使用，包括维基百科项目。